# Békéscsaba 1912 Előre SE
El Békéscsaba 1912 Előre Sport Egyesület (en español: Asociación Deportiva Adelante Békéscsaba 1912), es un equipo de fútbol de Hungría que juega en la NB II, la segunda liga de fútbol más importante del país.

## Historia
Fue fundado en el año 1912 en la ciudad de Békéscsaba con el nombre Előre Munkás Testedző Egyesület y desde entonces ha cambiado de nombre varias veces, las cuales han sido:
- 1912: Békéscsabai Előre Munkás Testedző Egyesület
- 1948: Békéscsabai Előre SC
- 1970: Békéscsabai Előre Spartacus SC
- 1991: Békéscsabai Előre FC,
- 2005: Békéscsaba 1912 Előre SE

Su etapa más importante sucedió en el año 1988, año en que ganaron el título más importante de su historia, la Copa de Hungría y ha militado en la NB I en 25 ocasiones, la última en la temporada 2004/05, con un pobre rendimiento, obteniendo apenas 4 puntos de 90 posibles. Nunca ha sido campeón de Liga.
A nivel internacional ha participado en 3 torneos continentales, donde nunca ha superado la Primera Ronda.

## Palmarés
- Copa de Hungría: 1

1987/88

## Participación en competiciones de la UEFA
| Temporada | Torneo                | Ronda      | Club                      | Casa | Visita | Global |
| --------- | --------------------- | ---------- | ------------------------- | ---- | ------ | ------ |
| 1988/89   | UEFA Cup Winners' Cup | Preliminar | Bryne FK                  | 3-0  | 1-2    | 4-2    |
| 1988/89   | UEFA Cup Winners' Cup | 1          | Sakaryaspor               | 1-0  | 0-2    | 1-2    |
| 1994/95   | Copa UEFA             | Preliminar | FK Vardar                 | 1-0  | 1-1    | 2-1    |
| 1994/95   | Copa UEFA             | 1          | FC Tekstilshchik Kamyshin | 1-0  | 1-6    | 2-6    |
| 1996      | Copa Intertoto        | Grupo 4    | UD Leiria                 | 2-2  |        |        |
| 1996      | Copa Intertoto        | Grupo 4    | Næstved BK                |      | 3-3    |        |
| 1996      | Copa Intertoto        | Grupo 4    | Ton Pentre FC             | 4-0  |        |        |
| 1996      | Copa Intertoto        | Grupo 4    | SC Heerenveen             |      | 0-4    |        |

### Récord Según Países de Oponentes
| País                | J  | G | E | P | GF | GC | GD | %Rendimeinto |
| ------------------- | -- | - | - | - | -- | -- | -- | ------------ |
| Dinamarca           | 1  | 0 | 1 | 0 | 3  | 3  | 0  |              |
| Macedonia del Norte | 2  | 1 | 1 | 0 | 2  | 1  | +1 |              |
| Países Bajos        | 1  | 0 | 0 | 1 | 0  | 4  | -4 |              |
| Noruega             | 2  | 1 | 0 | 1 | 4  | 2  | +2 |              |
| Portugal            | 1  | 0 | 1 | 0 | 2  | 2  | 0  |              |
| Rusia               | 2  | 1 | 0 | 1 | 2  | 6  | -4 |              |
| Turquía             | 2  | 1 | 0 | 1 | 1  | 2  | -1 |              |
| Gales               | 1  | 1 | 0 | 0 | 4  | 0  | +4 |              |
| Total               | 12 | 5 | 3 | 4 | 18 | 20 | –2 | 41.67        |